# Sahaba
Sahaba (în arabă:الصحابة As-Sahaba - Însoțitorii, de la verbul صَحِبَ - „a însoți”, „a ține companie cuiva”, „a se asocia cuiva”) este denumirea Însoțitorilor, a discipolilor, scribilor si membrilor familiei profetului islamic Mohamed. Forma „As-Sahaba” este un plural cu articol hotărât; la singular nearticulat se spune „Sahabi” sau „Sahabi rasuli'llah”, adică „însoțitor” sau  „tovarăș de drum” al trimisului lui Dumnezeu”, la feminin „Sahabiya”.   
Învățații islamului au acceptat mărturiile lor asupra faptelor și spuselor lui Mohamed, a ocaziilor în care s-a produs revelația Coranului și în care s-au stabilit chestiunile însemnate ale istoriei și practicii religiei islamice. Mărturiile acestor însoțitori, așa cum s-au transmis prin generații de povestitori autorizați (Isnad) stau la baza tradiției islamice în evoluție. Din tradițiile (hadith) despre viața lui Mahomed și a însoțitorilor săi se trag modul de viață musulman - Sunna, codul juridic (Sharia) și jurisprudența care guvernează comunitățile musulmane - Fiqh. Cele două mari ramuri ale islamului, Sunismul si Șiismul au concepții diferite în aprecierea valorii mărturiilor Sahaba, posedă culegeri diverse de hadith, și în consecință, au vederi diferite asupra Sahaba. 

## Definiție
După definiția acceptată în islam (de pilda, dupa Al-Buhari), sahaba sunt acei musulmani, care l-au însoțit (sahiba) sau l-au văzut pe Profet,...i-au fost tovarăși de drum"
În plus, ei trebuiau sa îndeplinească următoarele principale criterii:
- să fi fost ca musulmani, într-o legătură mai îndelungată cu Profetul
- au transmis mai departe spusele și faptele Profetului (a se vedea „Hadith”)
- au participat la campaniile militare ale Profetului (Maghazi)
- aveau vârsta majoratului.